# Pleurotomella formosa
Pleurotomella formosa é uma espécie de gastrópode do gênero Pleurotomella, pertencente a família Raphitomidae.